# Insigne van de SA bijeenkomst bij Brunswijk 1931
Het Insigne van de SA bijeenkomst bij Brunswijk 1931 (Duits: Das Abzeichen vom SA – Treffen in Braunschweig 1931) was een hoge onderscheiding van de Nationaalsocialistische Duitse Arbeiderspartij (NSDAP). Na de oprichting van nazi-Duitsland werd de onderscheiding officieel erkend als de op twee na hoogste partijonderscheiding, bij decreet van 6 november 1936.
Het was een speciaal insigne van de NSDAP en werd toegekend aan de partijleden die aanwezig waren bij de SA-bijeenkomst in Brunswijk in de Vrijstaat Brunswijk op 17 en 18 oktober 1931.

## Geschiedenis
Het Harzburg-front (Harzburger Front) was een samenwerkingsverband tussen de conservatieven, nationaalsocialisten en andere nationalisten van oktober 1931 tot en met begin 1933. De samenwerking was oorspronkelijk gericht tegen de regering van kanselier Heinrich Brüning tijdens de Weimarrepubliek. De coalitie bestond uit de conservatieve DNVP, de fascistische NSDAP, de paramilitaire veteranenorganisatie Stahlhelm, de Landbond en de Pangermaanse Bond. De coalitie werd opgericht op 11 oktober 1931 in de plaats Bad Harzburg.
Een week later organiseerde Hitler zijn eigen bijeenkomst in Brunswijk. Achtendertig treinen en meer dan vijfduizend vrachtwagens brachten SA- en SS-personeelsleden uit geheel Duitsland. Ze planden een massale parade en een grote fakkeloptocht, iets waaraan noch de andere organisaties, noch de overheid konden tippen. De bijeenkomst was bedoeld om zowel de veerkracht van het door oorlog geteisterde Duitsland als de loyaliteit aan de leider (Führer) te tonen. In totaal namen 104.000 SA- en SS-personeelsleden deel aan een zes uur durende mars ter inspectie door Hitler. Daarnaast vonden de eerste inspecties plaats van eenheden van het SA-Motor en het Nationalsozialistisches Kraftfahrkorps (NSKK). De bijeenkomst in Brunswijk werd georganiseerd door de SA-Gruppe Nord, onder leiding van de toenmalige SA-Gruppenführer Viktor Lutze. Tijdens de bijeenkomst verzekerde de SA Hitler van haar loyaliteit, waarop Hitler op zijn beurt besloot de organisatie uit te breiden met de oprichting van 24 nieuwe Standarten (formaties ter grootte van een regiment).

## Het insigne
Het insigne moest de gebeurtenis die had plaatsgevonden herdenken en de deelnemers aan de massabijeenkomst eren. Om het insigne te kunnen kopen en dragen, moest het partijlid officieel aanwezig zijn geweest bij de bijeenkomst.

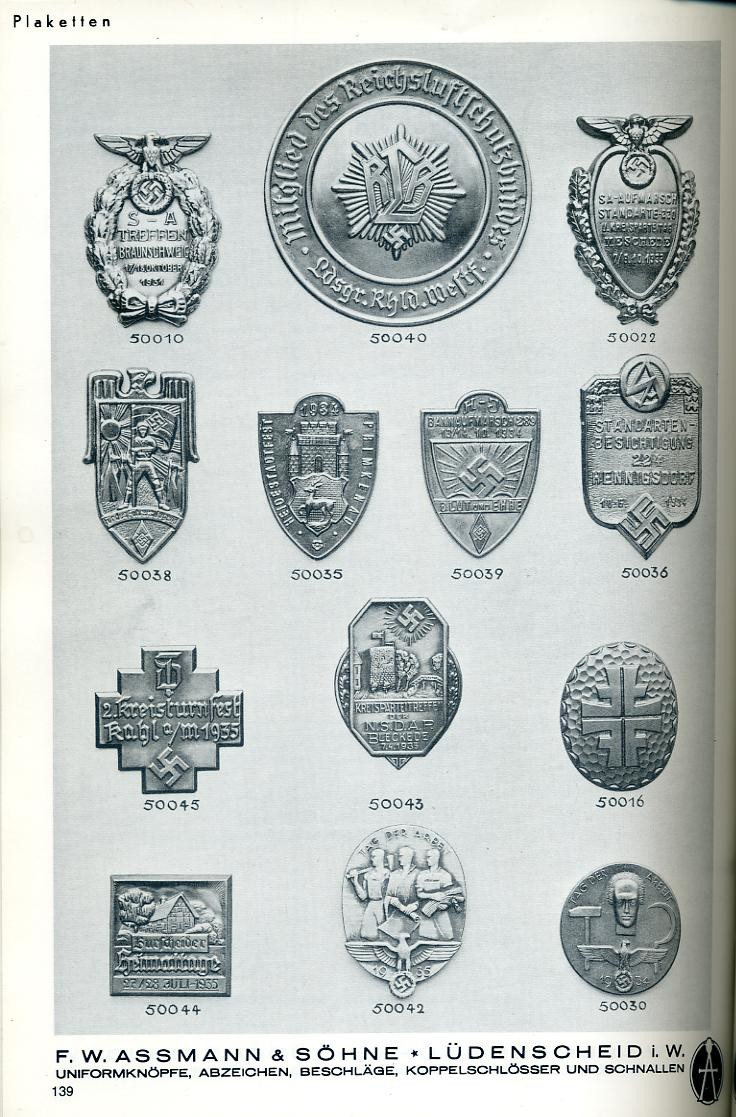
Pagina 139 uit een productcatalogus uitgegeven in de jaren dertig door F.W. Assmann & Söhne, linksboven het Brunswijk insigne.

## Uitvoeringen
Er waren twee varianten: versie 1: 37 mm breed en 50 mm hoog. Bovenaan stond de adelaar, met een kleine krans met een hakenkruis erin, en aan de buitenrand een grotere eikenkrans. Onderaan de eikenkrans zat een strik. Binnenin de krans stond de inscriptie: S—A Treffen Braunschweig 17./18. Oktober 1931. De tweede versie was 37 mm breed en 52 mm hoog, maar had verder hetzelfde basisontwerp als de eerste versie. Sommige vroege insignes waren uit blik geslagen en hadden een zilverkleurige afwerking. Latere exemplaren hadden een effen achterkant en waren grijs van tint.
F.W. Assmann & Söhne uit Lüdenscheid was de enige fabrikant van het insigne.

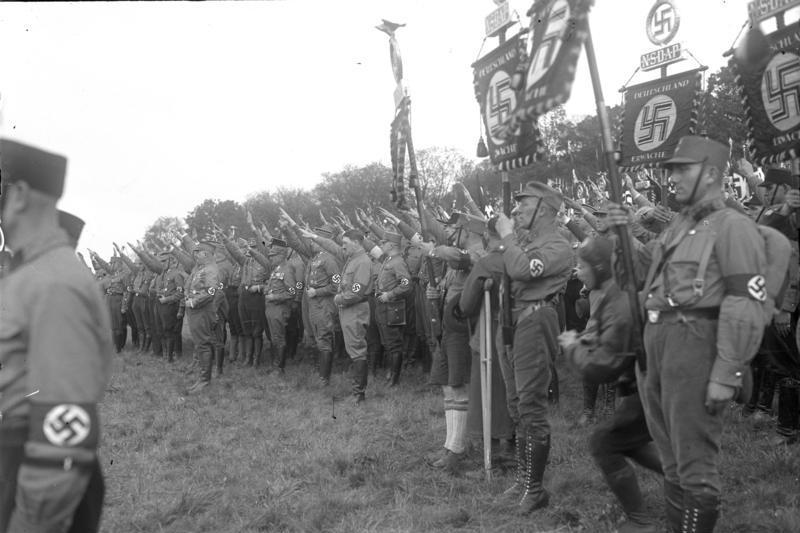
De bijeenkomst in Brunswijk.

## Draagwijze
Het insigne werd op de linkerborstzak gedragen. De bevoegdheid om het Brunswijk insigne te dragen werd bevestigd door de bevoegde SA-leider, vanaf de rang van Standartenführer (kolonel) en hoger. Het recht om het insigne te dragen kon door de SA-Stabschef Lutze of zijn opvolgers worden ingetrokken.

## Rangorde
In een op 6 november 1936 ondertekend decreet gaf Hitler nieuwe instructies voor de rangorde van de orden en onderscheidingen in nazi-Duitsland. De belangrijkste onderscheidingen van de NSDAP werden in de volgende volgorde vermeld: 1. Coburg-insigne; 2. Insigne van de Neurenberger Partijdagen; 3. Insigne van de SA bijeenkomst bij Brunswijk 1931; 4. Gouden Ereteken van de NSDAP; 5. Bloedorde; gevolgd door de individuele gouweretekens en de Gouden Eretekens van de Hitlerjeugd.

## Na de Tweede Wereldoorlog
Het insigne is van een hakenkruis voorzien. Dat betekent dat het verzamelen, tentoonstellen en verhandelen van deze onderscheidingen in Duitsland aan strenge wettelijke regels is onderworpen. Op 26 juli 1957 vaardigde de Bondsrepubliek Duitsland een wet uit waarin het dragen van onderscheidingen met daarop hakenkruizen of de runen van de SS werd verboden.